# Kaya Toft Loholt
Kaya Toft Loholt (født 21. december 2007) er en dansk skuespiller.
For sin rolle i spillefilmen En helt almindelig familie vandt hun som den yngste nogensinde en Bodilpris.
Loholt medvirkede i en episode i Netflix-tv-serien The Rain fra 2018.
I 2020 medvirkede hun mere gennemgående i de to tv-serier Når støvet har lagt sig og Julefeber.
I En helt almindelig familie spillede hun og Rigmor Ranthe to døtre af en mand som skifter køn.
I 2025 spillede hun hovedrollen som teenagedatteren Fanny i Sylvia Le Fanus film Min evige sommer.